# Stutz IV-Porte
La IV-Porte è un'autovettura di lusso prodotta dalla Stutz dal 1979 al 1981.

## Storia
Era basata sulla Pontiac Bonneville e sulla Oldsmobile 88 Royale. Ne furono realizzati 50 esemplari ed era disponibile solo in versione berlina quattro porte. Il modello, nel 1981, era in vendita a 84.000 dollari.
Il modello fu acquistato da Kenny Rogers e da Barry White. Una IV-Porte  del 1981 compare nel film Night Shift - Turno di notte, dove è guidata dal protagonista.